# Élections fédérales canadiennes de 2006 en Alberta
Ceci est les résultats des élections fédérales canadiennes de 2006 dans la province de l'Alberta. Les candidats sortants sont en italiques; les gagnants sont en caractères gras.
Crowfoot
- Adam Campbell - Parti libéral
- Ellen Parker - Nouveau Parti démocratique
- Kevin Sorenson - Parti conservateur
- Cameron Wigmore - Parti vert

Fort McMurray—Athabasca
- Mel H. Buffalo - Parti libéral
- Roland le Fort - Nouveau Parti démocratique
- Ian Hopfe - Parti vert
- Brian Jean - Parti conservateur
- John Malcolm - First Peoples National Party

Lethbridge
- Rick Casson - Parti conservateur
- Michael Cormican - Parti libéral
- Howard Fosyth - Indépendant
- Andrea Sheridan - Parti vert
- Marc Slingerland - Parti d'héritage chrétien
- Melanee Thomas - Nouveau Parti démocratique

MacLeod
- Larry Ashmore - Parti vert
- Catherine Whelan Costen - Parti action canadienne
- Bernie Kennedy - Parti libéral
- Ted Menzies - Parti conservateur
- Joyce Thomas - Nouveau Parti démocratique
- Myron Wolf Child - Indépendant

Medicine Hat
- Bev Botter - Parti libéral
- Kevin Dodd - Parti vert
- Wally Regeher - Nouveau Parti démocratique
- Monte Solberg - Parti conservateur

Peace River
- Bill Given - Indépendant
- Tanya Kappo - Parti libéral
- Zane Lewis - Parti vert
- Susan Thompson - Nouveau Parti démocratique
- Chris Warkentin - Parti conservateur

Red Deer
- Kelly Bickford - Nouveau Parti démocratique
- Lucien Kurata - Parti libéral
- Bob Mills - Parti conservateur
- Tanner Wade Waldo - Parti vert

Vegreville—Wainwright
- Leon Benoit - Parti conservateur
- Robert Kratchmer - Parti bloc de Ouest
- Len Legault - Nouveau Parti démocratique
- Brian Rozmahel - Parti vert
- Duff Stewart - Parti libéral

Westlock—St. Paul
- Werner Gisler - Indépendant
- Cory Ollikka - Parti libéral
- Peter Opryshko - Nouveau Parti démocratique
- Clarence Shultz - Indépendant
- Richard de Smet - Parti vert
- Brian Storseth - Parti conservateur

Wetaskiwin
- Blaine Calkins - Parti conservateur
- Peter Crossley - Parti libéral
- Jim Graves - Nouveau Parti démocratique
- Tom Lampman - Parti vert

Wild Rose
- Sean Maw - Parti vert
- Shannon Nelles - Nouveau Parti démocratique
- Judy Stewart - Parti libéral
- Myron Thompson - Parti conservateur

Yellowhead
- Nancy Love - Parti libéral
- Rob Merrifield - Parti conservateur
- Noel la Pierre - Nouveau Parti démocratique
- Monika Schaefer - Parti vert
- John Wierenga - Parti d'héritage chrétien

Edmonton-Centre
- Laurie Hawn - Parti conservateur
- Donna Martyn - Nouveau Parti démocratique
- Anne McLellan - Parti libéral
- Peggy Morton - Parti marxiste-léniniste
- David J. Parker - Parti vert
- Chandra Segaran Swamy - Indépendant

Edmonton-Est
- Trey Capnerhurst - Parti vert
- Arlene Chapman - Nouveau Parti démocratique
- Peter Goldring - Parti conservateur
- Nicole Martel - Parti libéral

Edmonton—Leduc
- Jim Jacuta - Parti libéral
- Benjamin M. Pettit - Parti vert
- James Rajotte - Parti conservateur
- Marty Rybiak - Nouveau Parti démocratique

Edmonton—Mill Woods—Beaumont
- Neal Gray - Nouveau Parti démocratique
- Amarjit Grewal - Parti libéral
- Kate Harrington - Parti vert
- Michael Lake - Parti conservateur
- Kyle McLeod - Indépendant
- Naomi Rankin - Parti communiste

Edmonton—St. Albert
- Stanley Haroun - Parti libéral
- Peter Johnston - Parti vert
- Mike Melymick - Nouveau Parti démocratique
- John Williams - Parti conservateur

Edmonton—Sherwood Park
- Ken Epp - Parti conservateur
- Laurie Lang - Nouveau Parti démocratique
- Lynn Lau - Parti vert
- Ron Symic - Parti libéral

Edmonton—Spruce Grove
- Rona Ambrose - Parti conservateur
- Brad Enge - Parti libéral
- John Lackey - Parti vert
- Jason Rockwell - Nouveau Parti démocratique

Edmonton—Strathcona
- Dave Dowling - Parti marijuana
- Linda Duncan - Nouveau Parti démocratique
- Michael Fedeyko - Parti progressiste canadien
- Andy Hladyshevsky - Parti libéral
- Kevin Hunter - Parti marxiste-léniniste
- Rahim Jaffer - Parti conservateur
- Cameron Wakefield - Parti vert

Calgary-Centre
- Trevor Grover - Parti action canadienne
- John Johnson - Parti vert
- Hee Sung Kim - Parti libéral
- Brian Pincott - Nouveau Parti démocratique
- Lee Richardson - Parti conservateur

Calgary-Centre-Nord
- Margaret Peggy Askin - Parti marxiste-léniniste
- John Chan - Nouveau Parti démocratique
- Doug Dokis - First Peoples National Party
- Michael Falconer - Indépendant
- James S. Kohut - Parti action canadienne
- Mark Andrew MacGillivray - Nouveau Parti démocratique
- Jim Prentice - Parti conservateur

Calgary-Est
- Patrick Arnell - Nouveau Parti démocratique
- Jason Devine - Parti communiste
- Ghazanfar Khan - Parti action canadienne
- Deepak Obhrai - Parti conservateur
- Mark Taylor - Parti vert
- Dobie To - Parti libéral

Calgary-Nord-Est
- Art Hanger - Parti conservateur
- Jaswinder Johal - Parti libéral
- Trung Nguyen - Parti vert
- Tyler Ragan - Nouveau Parti démocratique
- Ron Sanderson - Indépendant

Calgary—Nose Hill
- Diane Ablonczy - Parti conservateur
- Juliet Burgess - Parti vert
- Bruce Kaufman - Nouveau Parti démocratique
- Ted Haney - Parti libéral

Calgary-Sud-Est
- Gus Gutoski - Parti vert
- Larry R. Heather - Parti d'héritage chrétien
- Jason Kenney - Parti conservateur
- Eric Leavitt - Nouveau Parti démocratique
- James Ludwar - Parti libéral

Calgary-Sud-Ouest
- Stephen Harper - Parti conservateur
- Larry Heather - Parti d'héritage chrétien
- Holly Heffernan - Nouveau Parti démocratique
- Logan Marshall - Parti marijuana
- Michael Swanson - Parti libéral
- Kim Warnke - Parti vert

Calgary-Ouest
- Rob Anders - Parti conservateur
- Teale Phelps Bondaroff - Nouveau Parti démocratique
- Tim Cayzer - Parti action canadienne
- Jennifer Pollock - Parti libéral
- Danielle Roberts - Parti vert
- André Vachon - Parti marxiste-léniniste